# Bjarni Benediktsson (født 1908)
For Islands nuværende finansminister og Selvstændighedspartiets leder siden 2009 se: Bjarni Benediktsson
Bjarni Benediktsson (født 30. april 1908, død 10. juli 1970) var en islandsk juraprofessor og politiker, der var Islands statsminister fra 14. november 1963 til 10. juli 1970.

## Baggrund og juridisk karriere
Bjarni Benediktssons far Benedikt Sveinsson (1877–1954) var en af førerne i den islandske selvstændighedsbevægelse og medlem af Altinget fra 1908 til 1931. Bjarni Benediktsson tog studentereksamen (stúdentspróf) ved Menntaskólinn í Reykjavík. Derefter begyndte han at studere forfatningsret ved Islands Universitet og supplerede 1930-32 med et studieophold i Berlin. Efter sin hjemkomst blev han i en alder af blot 24 år udnævnt til professor i retsvidenskab ved Islands Universitet.

## Politisk karriere
Bjarni Benediktsson meldte sig ind i Selvstændighedspartiet i 1934 og blev valgt til Altinget i 1942. Han var desuden borgmester i Reykjavík i perioden 1940–1947. Før han blev statsminister i 1963, havde Benediktsson været minister i alle regeringer Selvstændighedspartiet havde deltaget i siden 1947, og han var udenrigsminister i 1949, da Island var stiftende medlem af NATO.
Benediktsson efterfulgte Ólafur Thors som Selvstændighedspartiets formand i 1961, og beholdt hvervet frem til sin død. Han omkom under en brand i sit hjem, sammen med sin kone og et barnebarn.